# Хазин, Михаил Леонидович
Михаи́л Леони́дович Ха́зин (род. 5 мая 1962, Москва, РСФСР, СССР) — российский публицист, экономист, статистик, блогер, теле- и радиоведущий. Член высшего совета Международного евразийского движения.
Бывший чиновник администрации президента России. Постоянный член «Изборского клуба». Был одним из ведущих программы «Диалог» на РБК и являлся ведущим программы «Экономика по-русски» на «Русской службе новостей». Один из ведущих программы «Экономика» на радиостанции «Говорит Москва». Автор многочисленных публикаций в журналах «Профиль», «Эксперт», «Однако». В качестве приглашённого эксперта неоднократно выступал на радио «Эхо Москвы», телевизионной программе «Однако» и различных интернет-каналах. С ноября 2021 года — ведущий авторской программы «Хазин знает» на Радио Sputnik
Является создателем и постоянным автором интернет-сайта Khazin.ru, на котором размещаются обзоры состояния и прогнозы развития мировой и российской экономики, а также геополитическая аналитика.
В 2003 году в соавторстве с Андреем Кобяковым написал книгу «Закат империи доллара и конец Pax Americana». В 2016 году вышла совместная с Сергеем Щегловым книга «Лестница в небо», посвящённая вопросам устройства власти, а в 2023 году её двухтомное расширенное издание «Кризис и Власть».

## Биография
Родился в Москве 5 мая 1962 года в семье ведущего научного сотрудника Института прикладной математики РАН Леонида Григорьевича Хазина. Отец занимался в институте теорией устойчивости. Мать преподавала высшую математику в институте электронного машиностроения. Дед Хазина, Григорий Лейзерович Хазин, получил Сталинскую премию в 1949 году за участие в создании системы ПВО Москвы с официальной формулировкой «за разработку новой аппаратуры». Младший брат Михаила Хазина — академик РАХ Андрей Хазин.
Окончил математический класс 179-й школы Москвы. По собственному признанию, мечтал учиться в МГУ, но в 1979 году поступил в Ярославский государственный университет. На втором курсе перевёлся на Механико-математический факультет МГУ, который окончил в 1984 году по специальности статистик (Кафедра теории вероятностей). По распределению попал в Институт физической химии АН СССР к Алану Гривцову, где с 1984 по 1989 год занимался теоретическим обоснованием прикладных задач химической физики. На сайте Физического института им. Лебедева приведены аннотации нескольких работ Хазина по статистической физике[значимость факта?].
После этого два года проработал в Институте статистики Госкомстата СССР под руководством Эмиля Ершова. В 1992 году возглавлял аналитический отдел Элбим-банка, а в 1993 году перешёл на государственную службу. В 1993—1994 годах был сотрудником Рабочего центра экономических реформ при Правительстве России. С 1994 года работал в Министерстве экономики, в 1995—1997 годах возглавлял Департамент кредитной политики министерства. По словам Хазина, в 1996 году он должен был стать заместителем министра (на тот момент министерство возглавлял Евгений Ясин), однако назначение заблокировал первый заместитель Ясина — Яков Уринсон. По мнению Михаила Леонидовича, разногласия с Уринсоном возникли из-за доклада Хазина, подготовленного для ноябрьской коллегии Министерства экономики по неплатежам, в котором Хазин утверждал, что «сокращение денежной массы в российских условиях ведёт не к уменьшению инфляции, а к увеличению». С 1997 по июнь 1998 года — заместитель начальника Экономического управления Президента России. Стал действительным государственным советником РФ III класса в отставке. Описывая свою работу на государственной службе, Хазин говорит, что считал основной задачей «разбираться, как реально устроена экономика, и устранять проблемы на пути экономического роста» в России. Хазин утверждает, что в октябре 1997 года Экономическое управление отправило президенту Б. Н. Ельцину доклад, в котором прогнозировало развитие кризиса в России летом 1998 года при действующей на тот момент финансово-экономической политике. Хазин считает, что его уволили с государственной службы «за категорическое нежелание идти на компромисс», и добавляет, что после увольнения он «десять лет был невыездным».
С 1998 по 2000 год — частный консультант, затем до 2002 года работал в аудиторско-консультационной компании «Современные бизнес-технологии», c конца 2002 года — президент компании экспертного консультирования «Неокон», специализирующейся на стратегическом прогнозировании и связях с государственными структурами. В это же время Хазин совместно с Олегом Григорьевым и Андреем Кобяковым разработал теорию современного экономического кризиса, которая нашла отражение в книгах «Закат империи доллара и конец Pax Americana», выпущенной в соавторстве с А. Кобяковым в 2003 году и «Воспоминания о будущем. Идеи современной экономики», которая вышла в 2019 году.
С осени 2002 года до весны 2015 года являлся президентом ООО «Компания экспертного консультирования „Неокон“».
В 2015 году основал «Фонд экономических исследований Михаила Хазина».
Член экспертного совета «Экономика и этика» при Патриархе Московском и всея Руси.
Член общественного совета Федеральной службы по тарифам.
В 2016 году пришёл в политическую партию «Родина» и участвовал в выборах в Государственную думу 2016 года.
В июне 2021 года включён в федеральный список партии «Родина» и участвовал в выборах депутатов Государственной думы 2021 года.

## Публичные выступления

### Участие в различных изданиях и публицистика
Телеканал РБК-ТВ, журналы «Эксперт» и «Итоги», slon.ru, газеты «Известия» и «Комсомольская правда», информационная группа Интерфакс, в разное время называли Хазина известным российским экономистом. По оценке профессора Дмитрия Огнева, выступления Хазина совмещают живой язык и доступность для широкой аудитории.
Хазин регулярно выступает в качестве ведущего или приглашённого эксперта в программах радиостанций «Русская служба новостей» и «Эхо Москвы». По данным 2013 года, он возглавляет ТОП-7 приглашённых гостей радио «Эхо Москвы», чаще всего появляясь в программе «Кредит доверия», а также был самым популярным ведущим РСН с программой «Экономика по-русски» (в последнем выпуске 2013 года было объявлено о его уходе из программы). Хазин регулярно выступает в жанре «ответы на вопросы слушателей в прямом эфире» и даёт комментарии на злобу дня на РСН и «Эхо Москвы». Хазин также был неоднократным гостем программы «Визави с миром» на радио «Голос России».
В 2007 году Хазин вёл передачу «Пятёрка по экономике» на телеканале Спас, которая была единственной еженедельной экономической программой на российском телевидении в то время. В рамках этой программы Хазин взял часовое интервью у Линдона Ларуша, которое транслировалось 18 мая 2007 года и широко обсуждалось в интернете. В 2011 году РБК-ТВ запустило цикл программ, ведущими которых являлись Виктор Геращенко, Михаил Хазин и Сергей Алексашенко. Привлечение известных экономистов, по мнению РБК Холдинга, позволило расширить аудиторию канала. Хазин вёл передачу «Диалог с Михаилом Хазиным». Также Хазин является одним из экспертов телевизионной программы «Однако» на Первом канале.
Статьи Хазина печатают многие газеты и журналы, в том числе «Комсомольская правда», «Эксперт». До 2009 года он был одним из авторов журнала «Профиль», после 2009 года — журнала «Однако». Хазин многократно общался с читателями газеты «Аргументы и Факты», давал прогнозы и отвечал на вопросы. Интервью с Хазиным и цитаты его выступлений публиковались в СМИ за пределами России: Литва, Азербайджан, Украина. Хазин является одним из авторов информационно-аналитической службы «Русская народная линия».
Михаил Хазин вел блог в LiveJournal (18 апреля 2023 он объявил, что доступ к блогу им утрачен) и являлся создателем и постоянным автором интернет-сайта Worldcrisis.ru (зарегистрирован 25 мая 2001 года); в дальнейшем перешёл на Khazin.ru, на котором размещаются обзоры состояния и прогнозы развития мировой, и российской экономики. Также имеет ряд публикаций по экономике в российских научных журналах, входящих в список ВАК, докладов на международных конференциях (см. ниже).
С момента создания в качестве соучредителя вместе с Дмитрием Роде, участвовал в передачах, выходящих на YouTube-канале «Радио-Аврора». Участвовал в передачах «Радио Вера» (Канада). Выступает против членства России во Всемирной торговой организации (ВТО), о чём высказывался, например, на V Международном конгрессе «Открытая Россия: партнёрство для модернизации» 25 марта 2011 года.
По приглашению Российской Федерации, представленный как «независимый экономист», выступал на слушаниях Совета Безопасности ООН.

### Прогнозы
В 2000 году в журнале «Эксперт» вышла статья Хазина и Григорьева, в которой они дали прогноз экономического кризиса в США, ожидаемого в том же году и приводящего к падению среднего потребления в мире в 1.5—3 раза. Журнал «Коммерсантъ-Деньги», комментируя этот прогноз, писал в 2011 году, что «ничего подобного ни тогда, ни в последующее десятилетие, разумеется, не произошло». При этом сам Хазин уверен, что правильно предсказал все финансовые кризисы последних десятилетий, в том числе 2000 и 2008 годов.

### Видение мира
Чаще всего рассуждения Хазина касаются спекуляций на мировых рынках, макроэкономической политики и глобальных «финансовых элит», которые борются против России. Он считает, что все российские министры экономики — ставленники США и проводят проамериканскую политику. Однако при этом Хазин поддерживает президента РФ Путина, поскольку, по его мнению, Путин знает как бороться с США, которые хотят расчленить и уничтожить Россию. Считает неолиберальную экономическую теорию (в том числе монетаризм М. Фридмена) неспособной объяснить истинную природу кризисов и предложить пути выхода из них, которые оставались бы эффективны долгое время или всегда.
Хазин развивает конспирологическую теорию, в рамках которой все основные происходящие события являются результатом вечной борьбы между двумя могущественными глобальными кланами — Ротшильдами и Рокфеллерами. По утверждениям Хазина, цели этих кланов антагонистичны, а их средства не ограничены. Вместе эти два клана правят миром через столкновения и компромиссы. Клан Ротшильдов — это партия золота, а Рокфеллеры — партия нефти, Ротшильды стимулируют финансовые рынки, Рокфеллеры выступают на стороне реальной экономики, Ротшильды зарабатывают на мире, Рокфеллеры зарабатывают на войне. В XXI веке Ротшильды поддерживают Израиль, а Рокфеллеры поддерживают Иран. В рамках этого вымышленного мира, Рокфеллеры контролируют Федеральную резервную систему и склонны поддерживать доминирование американского доллара как мировой валюты, а Ротшильды хотят разделить мир на несколько отдельных экономических зон со своими валютами чтобы зарабатывать на финансовых биржах. Исходя из этого Хазин полагает, что Ротшильды более склонны уважать региональное доминирование России, а глава МВФ Доминик Стросс-Кан, обвинённый в изнасиловании в 2011 году, пал жертвой заговора Ротшильдов из-за проекта централизации регулирования мировых валютных курсов.

## Оценки
Академик Сергей Глазьев в 2010 году назвал Михаила Хазина одним из специалистов, которые задолго до мирового экономического кризиса, начавшегося в 2008 году, спрогнозировали его в своих работах.
Экономист, доктор экономических наук Владислав Иноземцев в 2009 году в статье в «Ведомостях» сравнивает работы Хазина и основателя американского частного разведывательно-аналитического центра Stratfor Джорджа Фридмана, при этом оценивает их как «фантастический бред». Реагируя на статью Хазина «Через три года в Восточной Европе начнётся голод» в газете «Особая буква», Иноземцев в специальном интервью отмечает ряд неправильных утверждений Хазина, в частности, что США после войны покупали больше, чем продавали, и что в Восточной Европе через три года будет голод. Последнее суждение Хазина Иноземцев приписывает «симбиозу паникёрства и некомпетентности».
В рецензии на книгу «Закат империи доллара и конец Pax Americana» Павел Быков отмечает огромный объём справочной информации, систематически изложенной и глубоко проработанной. Он отмечает, что авторы книги представляют своё видение истории развития экономики США, которое сопровождается прогнозом дальнейших событий со множеством сценариев.
В начале 2009 года колумнист журнала Forbes
Леонид Бершидский полагал, что «экономические прогнозы Хазина, над которыми мейнстримовские экономисты посмеивались, в последнее время имели тенденцию сбываться, начинают прислушиваться не только к нему, но и к тем, кого он рекламирует, — носителям ещё более однозначных этических суждений».
Журналист газеты «Известия» Евгений Арсюхин, говоря о прогнозах Хазина, отмечает, что в январе 2008 года он ошибся в своих утверждениях, говоря о постепенном ослаблении доллара и предвидя массу кризисов, но всё за границей, и главное — не ожидая падения нефти. В официальном прогнозе на 2009 год он более сдержан и не давал точных формулировок, за исключением одного: «мы увидим на первом этапе единичные, а потом все более и более частые суверенные дефолты», чего также не произошло.
Публикуя в начале 2010 года интервью с Хазиным, корреспондент журнала Forbes Анна Соколова отмечает, что прогнозы Хазина 2009 года, в которых он предсказывал нефть по $25 за баррель, доллар по 45 рублей и миллионы безработных клерков на улицах Москвы, не сбылись. Михаил Хазин объясняет это увеличением в эпоху кризиса политического и человеческого фактора и невозможностью получения в таких условиях точных прогнозов чисто экономическими методами. Соколова полагает, что «страшные прогнозы» помогли Хазину прославиться, и с начала кризиса количество упоминаний его имени в прессе выросло в шесть раз.
В статье 2013 года в Forbes экономический обозреватель Борис Грозовский оценивает Хазина, как автора «катастрофических прогнозов», с которыми смешно спорить, и сравнивает их с тезисами американского экономиста Котликоффа, которые полагает «безумными».
В декабре 2016 года Союз журналистов Казахстана вручил Михаилу Хазину золотую медаль этой организации.

## Санкции
В августе 2015 года СБУ внесла Хазина в список деятелей культуры, действия которых создают угрозу национальной безопасности Украины.
15 января 2023 года, из-за вторжения России на Украину, как российский пропагандист, внесён в санкционный список Украины за «распространение кремлевской пропаганды». Предполагается блокировка активов на территории страны, приостановка выполнения экономических и финансовых обязательств, прекращение культурных обменов и сотрудничества, лишение украинских госнаград.

## Основные работы

### Книги
- Закат империи доллара и конец «Pax Americana». — М.: Вече, 2003. — 368 с. — (Новый ракурс). — 5000 экз. — ISBN 5-9533-0143-X. (соавтор: Кобяков А. Б.)
- «Тупик „догоняющего“ развития» и «Возвращение „Красного“ проекта» в книге «Крепость Россия: прощание с либерализмом»: Сб. статей. — М.: Яуза, Эксмо, 2005. — ISBN 5-699-12354-7
- Предисловие к изданию на русском языке книги «На этот раз всё будет иначе. Восемь столетий финансового безрассудства» — Кармен М. Рейнхарт, Кеннет С. Рогофф [пер. с англ. Д.Стороженко]. — М.: Карьера Пресс, 2011. — 528 с. — ISBN 978-5-904946-02-9.
- Лестница в небо. Диалоги о власти, карьере и мировой элите. — М.: Рипол-классик, 2016. — 624 с. — (PRO власть). — 4000 (первый) экз. — ISBN 978-5-386-09312-9. (соатор: Щеглов С. И.)
- Коллективная монография. «Предмет экономической науки и эволюция экономики: реальность и дилемма» (глава 3), Государственный морской университет имени адмирала Ф.Ф Ушакова, 2014 г. −194 с.
- Коллективная монография. «Слом бреттон-вудской системы как инструмента глобализации. Что дальше?» (глава 9), Финансовый университет при Правительстве Российской Федерации, 2017 г. −154 c.- 1000 экз.
- Чёрный лебедь мирового кризиса. — Москва: Пальмира, 2017. — 416 с. — (PRO власть). — 3000 экз. — ISBN 978-5-521-00563-5.
- Воспоминания о будущем. Идеи современной экономики. — Рипол-Классик, 2019. — 463 с. — (PRO власть). — 4000 экз. — ISBN 978-5-386-12785-5.
- Лестница в небо. Диалоги о власти, карьере и мировой элите. — Москва: РИПОЛ классик, 2020. — 624 с. — ISBN 978-5-386-09312-9.
- Кризис и Власть. Том I: Лестница в небо. — Москва: РИПОЛ классик, 2023. — 544 с. ISBN 978-5-386-14981-9.
- Кризис и Власть. Том II: Люди власти. — Москва: РИПОЛ классик, 2023. — 528 с. ISBN 978-5-386-14975-8.

### Публикации в изданиях изсписка ВАК
- О глобальных проектах // Философия хозяйства. — 2005. — № 2. — С. 275—298.
- Базовые ценности финансово-экономической парадигмы // Философия хозяйства. — 2007. — № 5. — С. 73—79.
- Прогноз на 2008 год для России // Вопросы новой экономики. — 2008. — № 1. — С. 5—12.
- Уроки кризиса // Философия хозяйства. — 2009. — № 3. — С. 29—34.
- Проблемы управления реальным бизнесом в текущей экономической ситуации // Философия хозяйства. — 2009. — № 6. — С. 143—149.
- Почему нынешний кризис — системный? // Философия хозяйства. — 2010. — № 2. — С. 139—142.
- Нужна новая экономическая парадигма // Философия хозяйства. — 2011. — № 4. — С. 192—196.
- О проблемах терроризма в условиях экономического кризиса // Социально-гуманитарное обозрение. — 2017. — Т. 2. — № 2-3. — С. 11-13.
- О проблемах распада долларового пространства и кластеризации мировой экономической системы // Философия хозяйства. — 2021. — № 4 (135). — С. 97-105.

### Участие в международных конференциях
- Хазин М. Теория кризиса // Доклад на конференции «Отношения Запад-Восток: перспективы интеграции и развития в условиях глобализации и мирового финансового кризиса» в г. Модена, Италия, 9 июля 2008 года.
- Хазин М. Геополитические и финансово-экономические основания для реиндустриализации // Доклад на международной конференции «Инновационное развитие экономики России: региональное разнообразие»,18 апреля 2013 года.
- Хазин М. Доклад на пленарном заседании Мирового общественного форума «Диалог цивилизаций» на Родосе, 3 октября 2013 года.